# P1.EXE
P1.EXE（ピーワンエグゼ）は、デービーソフトが開発・販売していた日本語ワープロソフトの名称である。

## 概説
PC-8800シリーズ用のワープロソフト「P1」および「春望」「Super春望」をもとに、PC-9800シリーズのMS-DOS向けに開発されたワープロソフトである。DOS時代において管理工学研究所の「松」、ジャストシステムの「一太郎」に知名度は劣るものの、機能が充実しており、知る人ぞ知るワープロソフトだった。デービーソフトとビー・ユー・ジーが共同開発したDFJというFEPも付属しており、こちらの評価も高かった。
後述の特徴的な機能を多く備えている。ジャストシステム製の一太郎、花子では連動していたとはいえ、二つのソフトを切り替えなければならなかったのに比べ、P1はその操作が必要なく、シングルタスクのDOS上では非常に使い勝手が良かった。一太郎Ver.4では、当時高価だったハードディスクドライブやEMSメモリが実用的な動作のためにほぼ必須だったのに対し、P1.EXEではフロッピーディスクドライブ2台のみで実用的な動作が可能だったため、一太郎Ver.3からVer.4にバージョンアップせずにP1.EXEへ流れてきたユーザーもいた。
しかしARUGA（あるが）以降、細かなバージョンアップが行なわれるものの、Windowsへの対応の動きが見られないまま90年代半ばからWindows時代に突入、競合他社の製品に大きく水をあけられることとなる。ようやく発売されたWindows版P1のP1.Publisher（ぴーわんぱぶりしゃー）は簡易DTPソフトであり、ワープロソフトを望んだユーザーは離れていった。PublisherがP1.EXEおよびARUGAの文書データを読み込むことが出来ないのもユーザー離れを加速させた。後に会社そのものの経営が行き詰まりP1シリーズの開発・販売・サポートは打ち切られた。
現在デービーソフトの業務を引き継いだネットファーム・コミュニケーションズより、携帯サイト用テスター（シミュレーター）の「P1 Emulator」が発売されている。

## 特徴的な機能
- 一太郎Ver.4.3とほぼ同等のメニューでの操作が可能だった。
- DOS上で楷書体と行書体の毛筆フォントが使用可能だった。
- 簡単な描画を行なえるビットマップ図形、線画図形の描画機能を搭載していた（搭載していないバージョンもある）。
- COPYキーを押すとカーソルが二つになり、コピーカーソルを任意の場所に移動させReturn（Enter）キーを叩くと1文字ずつコピーができた。
- デフォルトでアナログ時計（時報・アラーム付）や、マウス（バスマウス・シリアルマウス）を認識するためのソフトウェアが常駐していた。これは別ソフトであり、他のソフトに常駐させることもできた。
- 機能拡張により、数学記号の作成（数学記号PLUS）や、表計算（表計算PLUS）、他社製グラフィックソフトの読み込み（図形コンバートPLUS）、同社のフラッピーなどのゲーム（フラッピーPLUS）を組み込んでプレイすることができた。
- 上記のソフトウェアは「○○PLUS」と名乗るため、プラス株式会社（文具事務用品販売会社）の使用許諾を得ており、パッケージやマニュアルにも記載されている。
- DOSバージョンは、印刷の際フォントディスクとシステムディスクを入れ替える必要があったものの、すべてフロッピーディスク3枚で運用可能だった。DOSの知識があればハードディスクへのインストールも容易に可能である。
- プロテクトがかけられており、正常に作成されていないシステムディスクは「システムが正常に組み込まれていません。」という表示が出てプログラムが終了する。
- 日本語入力ソフト（FEP）はDFJ、DFJ2、後にWindowsに対応しDFJ2/WINとなった。
- ファイル形式は、テキスト情報と属性情報が別ファイルとして保存される形式で、テキスト情報はテキストエディタで参照可能だった。

## ラインナップ
- P1.EXE（Ver.1）

1988年発売。以後、ARUGA V3までがPC-9800シリーズのMS-DOS上で動作する製品である。製品名称の通りプログラム本体は"P1.exe"という１つの実行ファイルであった。
- P1.EXE PLUS

P1.EXEでは拡張機能として別売りだった線画図形機能が同梱されたバージョン。
- P1.Sprits

P1.EXEからビットマップ図形描画機能などを省略し、ワープロに特化したソフト。フロッピーディスクドライブ1台+RAMドライブが主流だった当時のノートパソコンにおいても軽快に動作するよう考慮されていた。
- ARUGA（P1.EXE Ver.2）

P1.EXEの後継ソフト。名称はWYSWYGの和訳としての"あるがまま"に由来する。起動の際にレーザー光線で描くようなARUGAの文字のデモが特徴的。線画図形機能が標準搭載された他、細かなバージョンアップが行なわれハードディスクにも対応しやすくなった。また、日本語入力がDFJ2になった。
- ARUGA V3（P1.EXE Ver.3）

ARUGAのバージョンアップ版。特に強化された機能はなかった。
- P1.Publisher（P1.EXE for Windows 3.1）

簡易DTPソフトのP1 for Windows。テンプレートが不足していたため使い勝手が悪かった。機能的にはMicrosoftの同名ソフトと変わらず独自色は無かった。日本語入力がDFJ2/WINになった。